# Валбонага (Бергамо)
Валбонага је насеље у Италији у округу Бергамо, региону Ломбардија.
Према процени из 2011. у насељу је живело 258 становника. Насеље се налази на надморској висини од 341 м.